# 単価記号

単価記号（たんかきごう）とは記号「@」。 JIS X 0208 における日本語通用名称「単価記号」に後に制定された JIS X 0213 においてアットマークと言う別称が加えられた。「a」を丸で囲んだ「ⓐ」とは別字。
「@」は会計において一般に用いられる略記号。例えば「商品7個 @ $2 = $14」（商品7個 各単価2ドル 小計14ドル）のように請求書などに用いられていた。レイ・トムリンソンが電子メールのメールアドレスに用いたので1990年代後半以降に身近な記号になっていった。

## 名称
ANSI、CCITT、Unicode による文字コード規格では、いずれも「commercial at」（コマーシャルアット）が公式名称である。Unicode はさらに「at sign」を代替名称としている。英語では一般に「at @」あるいは「at symbol」などと呼ばれ、文章中では単に「at」と読まれる。
各言語で、以下のような俗称がある。(言語によっては正式名称として扱われている)
| 言語               | 俗称                     | 意味                         |
| ------------------ | ------------------------ | ---------------------------- |
| スペイン語         | arroba                   | アローバ                     |
| ポルトガル語       | arroba                   | アローバ                     |
| フランス語         | arobase                  | アローバ                     |
| イタリア語         | chiocciola, chiocciolina | カタツムリ                   |
| ウクライナ語       | равлик                   | カタツムリ                   |
| エスペラント       | heliko                   | カタツムリ                   |
| ベラルーシ語       | слімак                   | カタツムリ                   |
| オランダ語         | apenstaartje             | 猿の小さな尻尾               |
| ギリシア語         | παπάκι                   | 小さなアヒル                 |
| スウェーデン語     | snabel-a                 | 象の鼻のa                    |
| デンマーク語       | snabel-a                 | 象の鼻のa                    |
| ノルウェー語       | krøllalfa                | カールしたα（アルファ）      |
| フィンランド語     | kissanhäntä              | 猫の尾                       |
| スロベニア語       | afna                     | 猿                           |
| チェコ語           | zavináč                  | ロールモップス（巻きニシン） |
| スロバキア語       | zavináč                  | ロールモップス（巻きニシン） |
| トルコ語           | kuyruklu a               | 尾のa                        |
| ルーマニア語       | a rond                   | 丸囲みのa                    |
| 中国語（中国大陸） | 艾特（アイ・テ）         | 「at」の音声転写             |
| 中国語（中国大陸） | 圈a                      | 丸a                          |
| 中国語（中国大陸） | 花a                      | 花体のa                      |
| 中国語（台湾）     | 小老鼠                   | 小さな鼠                     |
| 韓国語             | 골뱅이                   | 巻貝                         |
| ドイツ語           | Klammeraffe              | クモザル                     |
| 日本語             | アットマーク             |                              |
| ハンガリー語       | kukac                    | 蠕虫                         |
| ブルガリア語       | маймунка                 | 小さな猿                     |
| ヘブライ語         | שטרודל                   | シュトゥルーデル             |
| ポーランド語       | małpa                    | 猿                           |
| ロシア語           | собака, собачка          | 犬                           |
| ベトナム語         | a còng                   | 湾曲したa                    |
| ベトナム語         | a móc                    | 鈎付きのa                    |

## 起源
起源にはいくつかの説がある。
- ギリシャの水量の単位＠から来ている。

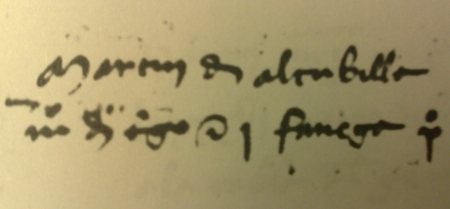
1448年の文書でアローバの記号として使われた

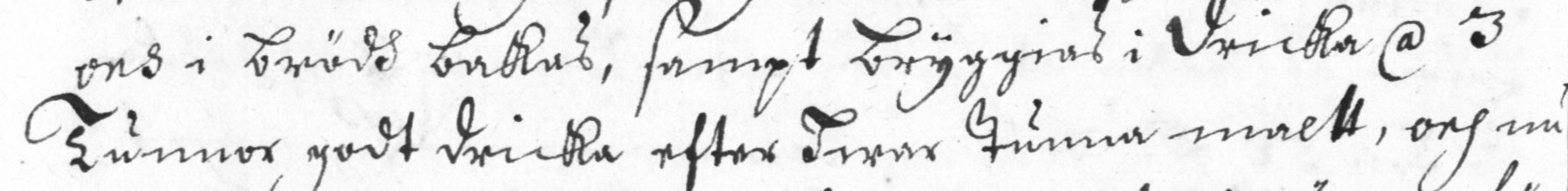
1674年のフランス語文書で として使われた

説に基づく の起源

- ラテン語の「アンフォラ」（取っ手が付いたツボ）という意味の記号である。1つの「アンフォラ」に入る量が「1アンフォラ」とされ、その後に単価を表すマークになった。
- スペイン語圏・ポルトガル語圏の質量の単位アローバ (arroba) の記号。1448年のアラゴンや、1537年のヴェネツィアに用例がある[5]。
- ラテン語の前置詞 ad（英語の at にあたる接頭字）の合字。
- フランス語の前置詞 à（英語の at にあたる）の変形。
- 英語の each at から、e と a の合字。

## 歴史
最古の登場は、12世紀のビサンツ帝国の年譜記録者コンスタンティノス・マナセルによる、ある写本の1345年のブルガリア語訳だった(当の写本は今はバチカン図書館にある)。そこでは「アーメン」という単語の「A」の字の代わりに＠が登場する。
1448年のスペイン語の文章、1536年のイタリア語の文章、1674年のフランス語の文章に＠の印が見つかっている。

## 意味

### 単価
たとえば @$300 と書いて、単価（1個の価格）が300ドルであることを意味する。ただし英単語の at の意味は「単価」ではなく「～の値段で」で、単価300ドルは正確には at $300 apiece などという。

### スタイルシート言語
CSS(Cascading Style Sheets)では、@規則で使う(@charset "UTF-8";
,@media all {p {color: red}}
)など。

### メールアドレス
現在では、atの代わりに幅広く使われだしており、特に、インターネットの電子メールのアドレスで、ユーザ名とドメイン名を分けるのに使われる。これは、1971年、レイ・トムリンソンが、前述のように単価を表す文字として使われていた@を「このユーザーは、ローカルマシン上（at the local machine）ではなく、他のホスト上（at another host）に居る」と言う意味を込めるために採用したことに始まる。

### プログラム言語
- Pythonにおいて@は宣言したデコレータを呼び出す際に用いる。
- Rubyにおいて@はインスタンス変数の識別子を表し、@hogeでインスタンス間での変数のやりとりが可能となる。
- Perlにおいて@は配列変数を宣言する。
- PHPにおいて@はエラー制御演算子を表し、@func（funcは予約関数）で、一定のエラー表示を抑制することができる。
- Vue.jsにおいて@はv-onディレクティブの省略記法となっている。v-on:clickの場合は@clickと記述することができる。

### 自然言語
- 英単語の at の略記に使う。
- メールアドレスでの用法から派生し、自然言語でも、電子メール中などで「人名@企業・団体名」というような使い方をすることがある。
  - 日本語ではその派生としてオンラインゲーム・アーケードゲーム等にて「ニックネーム@所属チーム名」・「ニックネーム@使用キャラクター（アバター）の名前」といった使い方もみられる。
- 特にアメリカでは、スポーツ競技のホームアンドアウェイでの対戦カードを「アウェイチーム@ホームチーム」で表記することが多い。これは、アウェイチームから見て「相手チームのホームで (at) 試合をする」という意味がある。
- Leet (ハッカー語）では「a」や「at」の代わりに使うことがある。例：THE IDOLM@STER(この場合はTHE IDOLMASTERと発音する)。
- コンピューターゲームの『ローグ』において主人公を示す記号に@が使われた事から、ローグライクゲームにおける自機の総称、通称として@を用いることがある。
- 日本語では英語 at にかけたインターネットスラングとして、いくつかの用法がある。
  - 英語のatの意味から派生して、場所を表す表現に用いる。例えば、「今日は暑かった＠渋谷」で渋谷周辺に言及していることを表す。
  - 音の「あと」をとって追加事項を表す。例えば、「＠3日」は「あと3日」、「＠3人」は「あと3人」。
  - さらに派生して「あと」の意味を伴わない追加事項を表す場合にも使われる。例えば、「イベント＠終了」でイベントが終了したことを表すなど。
- 日本のプロゴルフツアーにアマチュア選手が参加した際、リーダーボード（順位表）の氏名にはアットマークが前置される[7][8]。
- スペイン語・ポルトガル語などでは、名詞の母音が男性形なら -o- ・女性形なら -a- となるとき通性形として -@- を使う。たとえば、amig@sは「amigos（男の友達）またはamigas（女の友達）」を意味する。

の大文字と小文字

- @の大文字と小文字 コアリブ語 (Koalib language) の正書法では、ラテン文字の1つとしてアラビア語からの借用語に使われる。@の大文字も使う[9]。文字としての@の大文字・小文字は、国際SILによりUnicodeの私用領域に外字として登録されたが[10]、Unicodeには採用されていない。
- インターネットリレーチャット(IRC)では、チャンネルのオペレーター権限を持っていることを示すために、ニックネームの前につけられる。日本では、鳴門巻きの輪切りに似ていることから「なると」とも呼ばれる。

### 記法
- 化学式では内包を表す。例えばN@C60は、C60（フラーレン）の中にN（窒素原子）が入った分子を表す。
- SAMPAやX-SAMPAでは ə を表す。
- スウォッチ・インターネットタイムでは、時刻を示すプレフィックスとして用いられる。「@500.00」のように時刻を表記する。

### 企業・団体名
- アットローンはかつて存在した日本の消費者金融。サービス名に「@Loan」の商標を用いていた。
- エフエム愛知の愛称、@FM（アットエフエム）。
- ギャラリー＠KCUA、京都市立芸術大学のサテライトギャラリー「アクア」と呼ぶ。

## 文字コード

### Unicode・JIS
| 記号 | Unicode | JIS X 0213 | 文字参照          | 名称                                 |
| ---- | ------- | ---------- | ----------------- | ------------------------------------ |
| @    | U+0040  | 1-1-87     | &#x40; &#64;      | commercial at 単価記号、アットマーク |
| ﹫   | U+FE6B  | -          | &#xFE6B; &#65131; | small commercial at                  |
| ＠   | U+FF20  | 1-1-87     | &#xFF20; &#65312; | fullwidth commercial at              |

### モールス符号
国際電気通信連合は2004年5月3日、国際モールス符号表に@を追加することを承認した。符号は・－－・－・。